# Theo J.J. Ram
Theo J.J. Ram (Haarlem, 19 december 1884 - Amersfoort, 7 oktober 1961) was een Nederlands leraar, astroloog, schrijver en journalist.
Rams astrologische carrière ging van start toen hij voor het door A.E. Thierens opgerichte tijdschrift Urania begon te schrijven. Hij was ook degene die het door Thierens gelanceerde Nederlandsch Astrologisch Genootschap leidde dat in oktober 1947, na de Tweede Wereldoorlog, onder de naam Stichting Werkgemeenschap van Astrologen (WvA) werd voortgezet. De WvA wordt ook wel de "School van Ram" genoemd. Ook de bekende astroloog Leo Knegt werkte hieraan mee. De drie genoemde initiators werden bij de opzet van de nieuwe astrologische school geïnspireerd door de theosofie. De doelstelling van de WvA is drieledig: 1) Studie en onderzoek van de astrologie; 2) Verdieping van inzicht in de achtergronden en hulpwetenschappen van de astrologie; 3) Onderwijs in de astrologie, haar achtergronden en haar hulpwetenschappen.
Vooral Rams werk "Psychologische Astrologie" geldt als zeer invloedrijk voor de Nederlandse astrologie. 
Van Theo Ram werd gezegd dat hij de positie van iemands Maan in de geboortehoroscoop (het teken en het huis) precies kon voorspellen door die persoon gewoon te observeren.
De School van Ram, die zich bezighoudt met psychologische astrologie, bracht enkele astrologische vernieuwingen. Zowel de opzet van de horoscoopfiguur als de duiding ervan wijken af van de traditionele werkwijze binnen de westerse astrologie. Ongetwijfeld de bekendste vernieuwing waren de hypothetische planeten Persephone, Hermes en Demeter, die bij de analyse van de horoscoop betrokken werden.

## Boeken
- Psychologische astrologie (1935)
- Psycho-astrologische encyclopedie (1948)